# Лихтваген

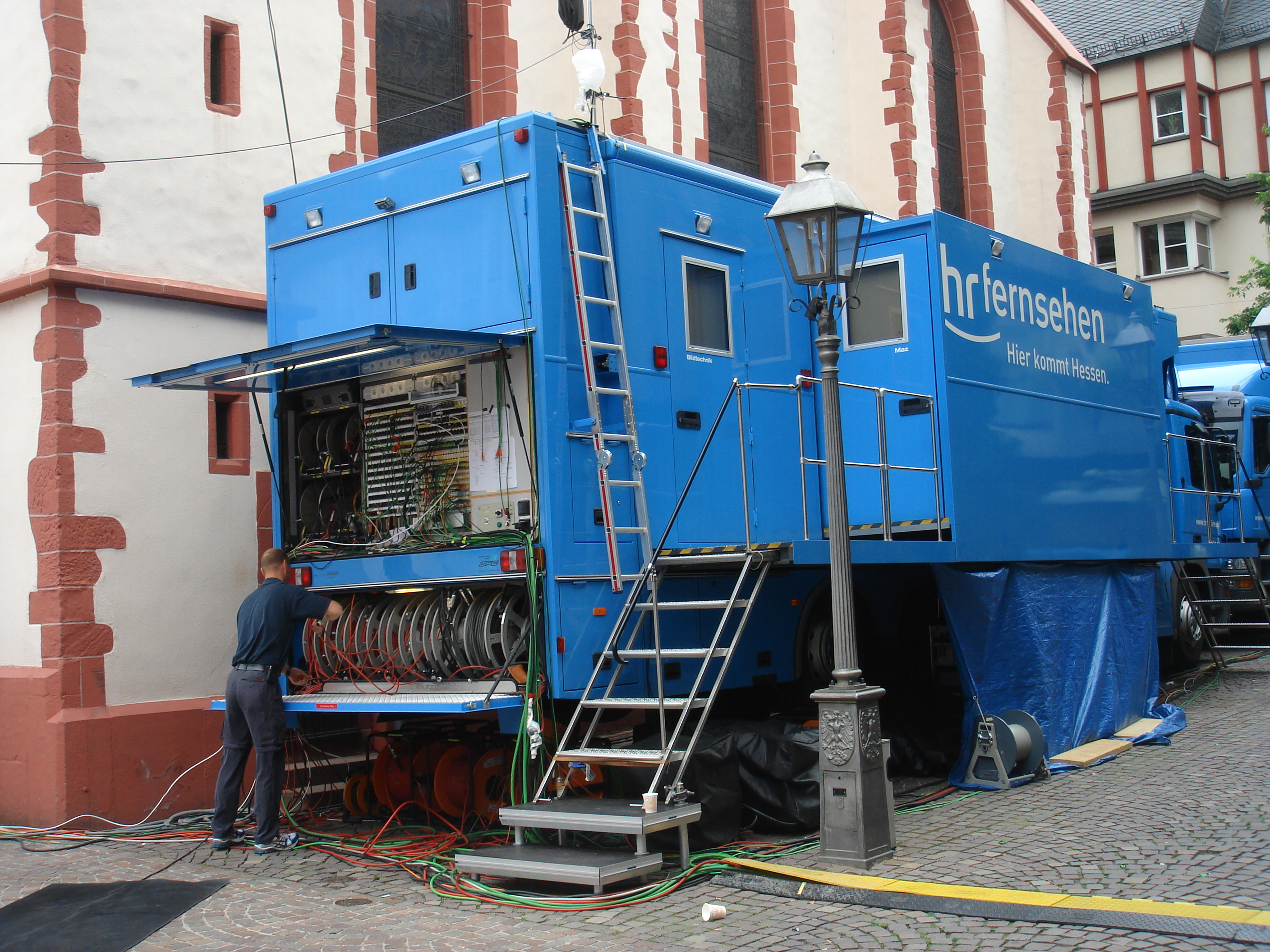
Лихтваген

Лихтва́ген (нем. Lichtwagen от Licht — свет и Wagen — повозка) — передвижной дизель-генератор на автомобильном шасси, предназначенный для электропитания операторского освещения во время натурных видео- и киносъёмок. Лихтвагены входят в стандартный набор спецтранспорта во время киноэкспедиций и позволяют проводить автономные съёмки в полевых условиях, когда отсутствуют электросети. За бесперебойную работу дизель-генератора отвечает бригадир осветителей. В СССР для нужд киностудий выпускались лихтвагены мощностью от 50 до 200 киловатт на шасси грузовых автомобилей «ЗИЛ-130» и «ЗИЛ-131». Лихтваген УМПЭ-100 мощностью 100 киловатт монтировался на вездеходном шасси «Урал-377». В современном российском кинематографе используются лихтвагены на шасси как отечественных автомобилей, так и машин иностранного производства. Основным поставщиком этого типа спецтранспорта в России является Мытищинский приборостроительный завод.